# Robert McMillan
| (20000) Waruna      | 28 listopada 2000    |
| (145486) 2005 UJ438 | 28 października 2005 |
| (154035) 2002 CV59  | 12 lutego 2002       |
| (155334) 2006 DZ169 | 27 lutego 2006       |
| (163252) 2002 GD11  | 14 kwietnia 2002     |
| (164400) 2005 GN59  | 7 kwietnia 2005      |
| (190166) 2005 UP156 | 31 października 2005 |
| (199145) 2005 YY128 | 30 grudnia 2005      |
| 1. 2.               |                      |

Robert S. McMillan – astronom z Uniwersytetu Arizony; szef projektu badawczego Spacewatch zajmującego się badaniem małych obiektów Układu Słonecznego. Dokonał odkryć kilkunastu planetoid, m.in. (20000) Waruna. Jest również odkrywcą komety okresowej 208P/McMillan i długookresowej P/2010 J3 (McMillan).
W uznaniu jego pracy jedną z planetoid nazwano (2289) McMillan.